# Sarah Michelle Gellar
Sarah Michelle Gellar Prinze(/ˈɡɛlər/) (Nueva York, 14 de abril de 1977) es una actriz, productora y emprendedora estadounidense. Después de ser descubierta a la edad de cuatro años en la ciudad de Nueva York, hizo su debut como actriz en la película para televisión An Invasion of Privacy (1983). Después de un papel en la serie de drama para adolescentes Swans Crossing (1992), su avance televisivo llegó en 1993, cuando interpretó a Kendall Hart en la telenovela diurna de ABC, All My Children, por lo que ganó el Premio Daytime Emmy de 1995 a la mejor actriz joven en una serie de drama.
Recibió reconocimiento internacional por su interpretación de Buffy Summers en la serie de televisión Buffy the Vampire Slayer, por la que ganó seis Teen Choice Awards y el Premio Saturn a la Mejor Actriz de Televisión del Género y recibió una nominación a un Premio Globo de Oro. Sus películas más exitosas en taquilla incluyen I Know What You Did Last Summer (1997, donde también conoció a su esposo, el también actor Freddie Prinze, Jr.), Scream 2 (1997), Cruel Intentions (1999), Scooby-Doo (2002) y Scooby-Doo 2: Monsters Unleashed (2004) como Daphne Blake, la adaptación estadounidense de las películas japonesas The Grudge (2004) y The Return (2006). Posteriormente, tuvo papeles protagónicos en películas en su mayoría independientes, como Southland Tales (2007), Suburban Girl (2007), TMNT (2007), The Air I Breathe (2008), Possession (2009) y Veronika Decides to Die (2009). Gellar pasó a encabezar la breve serie de suspense y drama de The CW, Ringer (2011-2012) y la serie de comedia de CBS, The Crazy Ones (2013-2014).
En 2015, fundó Foodstirs junto con Galit Laibow y Greg Fleishman. Se trataba de una startup de comercio electrónico que vende kits para hornear, y en 2017, lanzó su propio libro de cocina, Stirring Up Fun with Food.

## Primeros años
Nació en Long Island, Nueva York, en una familia de ascendencia judía asquenazí. Es la única hija de Rosellen (de soltera Greenfield), maestra de guardería, y Arthur Gellar, trabajador de la confección. Sus dos padres son judíos, aunque la familia de Gellar también tenía un árbol de Navidad durante su infancia. En 1984, cuando tenía siete años, sus padres se divorciaron y fue criada por su madre en el Upper East Side de Manhattan. Mientras crecía con su madre, perdió el contacto con su padre, de quien permaneció separada hasta su muerte en 2001; una vez lo describió como "inexistente", y en a principios de la década de 2000, dijo: "Mi padre, simplemente puede decir, no está en la imagen. No estoy siendo deliberadamente evasiva con él, es solo que hay muy poco que decir". Además de ser una niña trabajadora en ese momento, Gellar era una patinadora artística competitiva, una vez terminó en tercer lugar en una competencia regional del estado de Nueva York, además de tener un cinturón negro en taekwondo.
Gellar recibió una beca parcial para estudiar en la Columbia Grammar & Preparatory School, ya que su madre no podía pagar la matrícula completa, por lo que era constantemente intimidada. Dijo en una entrevista con The Independent: "Yo era diferente y eso es lo único que no puedes ser en la escuela, porque estás condenada al ostracismo. No tenía el dinero que tenían los demás niños". Gellar no estuvo presente en clase la mayor parte del tiempo en la escuela, ya que tuvo que trabajar en varios proyectos de actuación simultáneamente, recordando que "tuvo más ausencias el primer mes de las que se supone que debes tener durante todo el año. diciéndoles que tenía problemas de espalda y que tenía que ir al médico todo el tiempo".
Luego asistió brevemente a la Fiorello H. LaGuardia High School, pero se retiró debido a obligaciones de actuación; los maestros amenazaron con suspenderla por su constante ausencia de clases, ya que estaba ocupada yendo a las audiciones, a pesar de obtener buenas calificaciones. Gellar se graduó de la Escuela Infantil Profesional en 1994 como estudiante "directa" con una nota media de 4.0. Como pasó mucho tiempo trabajando en All My Children mientras "trataba de graduarse", la mayor parte de su último año la completó mediante un estudio guiado.

## Carrera

### 1980s
A la edad de cuatro años, un agente la vio en un restaurante del Alto Manhattan. Dos semanas después, audicionó para un papel en la película para televisión, An Invasion Of Privacy, con Valerie Harper, Carol Kane y Jeff Daniels. En la audición, Gellar leyó tanto sus propias líneas como las de Harper, impresionando a los directores lo suficiente como para elegirla para el papel. La película se emitió en CBS en enero de 1983. Posteriormente apareció en un polémico comercial de televisión de Burger King, en el que su personaje criticaba a McDonald's y afirmaba que solo comía en Burger King. El anuncio dio lugar a una demanda de McDonald's, nombrando a Gellar y prohibiéndole comer en la cadena alimentaria; recordó en una entrevista de 2004: "No se me permitió comer allí. Fue difícil porque, cuando eres un niño pequeño, McDonald's es donde todos tus amigos tienen sus fiestas de cumpleaños, así que me perdí muchas tartas de manzana". Mientras crecía, Gellar también trabajó como modelo para Wilhelmina y actuó en numerosos comerciales de televisión.
Durante la década de 1980, Gellar interpretó papeles menores en las películas Over the Brooklyn Bridge (1984), Funny Farm (1988) y High Stakes (1989), y también fue estrella invitada en varias series de televisión, como Spencer: For Hire y Crossbow. A la edad de nueve años, apareció junto a Matthew Broderick y Eric Stoltz en la producción de Broadway, The Widow Claire. Apareció en los videos de Kids Klassics Sing Along, Camp Melody y USS Songboat en 1986 y se desempeñó brevemente como copresentadora del programa de entrevistas para adolescentes Girl Talk, que se emitió en 1989.

### 1990s
En 1991 fue elegida como una joven Jacqueline Bouvier en A Woman Named Jackie, protagonizada por Roma Downey. La miniserie ganó el premio Emmy a la serie limitada excepcional. A continuación, Gellar asumió el papel principal en la serie para adolescentes Swans Crossing de 1992, que narra la vida de un grupo de adolescentes adinerados. La serie duró una temporada y le valió a Gellar dos nominaciones al Premio Artista Joven, como Mejor Actriz Joven en una Nueva Serie de Televisión y como Mejor Actriz Joven en una Serie Fuera de Horario Estelar. Hizo su debut en la telenovela All My Children en 1993, interpretando a Kendall Hart, la hija perdida del personaje Erica Kane (Susan Lucci). Cuando consiguió el papel, se felicitó a Gellar por tener el talento actoral y la "personalidad enérgica" necesarios para enfrentarse a la experiencia de Lucci; Se suponía que Kendall era como una versión más joven de Erica. Su paso por el programa fue exitoso ya que "los fanáticos de la telenovela la vieron como la segunda venida de Erica". Los escritores la exhibieron más después de su recepción inicial y se convirtió en un nombre familiar para el medio de las telenovelas. En 1995, a la edad de dieciocho años, ganó un Premios Daytime Emmy a la mejor actriz joven en una serie dramática por su papel. El mismo año, Gellar dejó el programa para buscar otras oportunidades de actuación.
Después de su partida de All My Children se mudó a Los Ángeles, y en 1996 leyó el guion de la serie de televisión de Joss Whedon, Buffy the Vampire Slayer, que sigue a Buffy Summers, una adolescente cargada con la responsabilidad de luchar contra enemigos ocultos y sucesos sobrenaturales. Originalmente, hizo varias pruebas en pantalla para el papel de Cordelia Chase, pero después de hablar con Whedon y los productores para interpretar a Buffy Summers, hizo una nueva audición y finalmente fue elegida para el papel principal. El programa se estrenó en marzo de 1997, con gran éxito de crítica y público, y Buffy de Gellar, creado para subvertir a la víctima estereotipada femenina de la película de terror, fue descrito por Entertainment Weekly como uno de los 100 personajes femeninos más importantes de la televisión estadounidense. Buffy corrió durante siete temporadas (144 episodios), y durante su transmisión, Buffy, desempeñada por Gellar, se convirtió en un icono de culto en los Estados Unidos, Reino Unido y Australia. La serie le ganó a Gellar cinco Teen Choice Awards, el Premio Saturn a la Mejor Actriz de Televisión de Género y una nominación al Globo de Oro a la mejor actriz de serie de TV - Drama. Cantó durante el episodio musical de la serie "Once More, with Feeling", que generó un álbum de reparto original, lanzado en 2002.
Durante la emisión inicial de Buffy the Vampire Slayer, Gellar hizo sus primeras apariciones en una película importante en dos exitosas películas de slasher. En I Know What You Did Last Summer, junto a Jennifer Love Hewitt, Ryan Phillippe y Freddie Prinze, Jr., asumió el papel de la desafortunada aspirante a actriz de belleza Helen Shivers. Con un presupuesto de 17 millones de dólares, la película ganó 125 millones de dólares a nivel mundial. The Washington Post encontró que el elenco era "sólido", en lo que San Francisco Chronicle describió como una película "competente pero sin inspiración". Por su parte, Gellar ganó un premio Blockbuster Entertainment Award a la actriz de reparto favorita - Horror y una nominación al premio MTV Movie & TV Awards por Mejor Actuación Revelación. En Scream 2 (también 1997), Gellar interpretó a un personaje vanidoso igualmente desafortunado, esta vez el de una hermana de la hermandad. Ella filmó sus escenas entre tomas de Buffy y recientemente había terminado de trabajar en I Know What You Did Last Summer. A pesar de la agitada programación, aceptó actuar en Scream 2 sin haber leído el guion, sobre la base del éxito de la primera película. Scream 2 recaudó más de 172 millones de dólares en todo el mundo.
En 1998, Gellar presentó por primera vez Saturday Night Live, y proporcionó la voz de Gwendy Doll en Small Soldiers, un éxito comercial moderado. Gellar también tuvo su primera aparición en la lista 'Most Beautiful' de la revista People, lo que consolidó su estatus de "It girl" en ese momento. En 1999, hizo un cameo en la película She's All That, y asumió el papel principal de la dueña de un restaurante en apuros en la comedia romántica Simply Irresistible, criticada por la crítica. Gellar una vez lo llamó "mala elección", pero Roger Ebert, por otro lado, la encontró "encantadora" en lo que describió como una comedia "pasada de moda". En Cruel Intentions (1999), un recuento moderno de Les Liaisons dangerreuses, Gellar interpretó a Kathryn Merteuil, una morena adicta a la cocaína con apetito por manipular a la gente. La película de 10 millones de dólares fue un éxito de taquilla, recaudando 75 millones de dólares en todo el mundo. Roger Ebert sintió que ella es "efectiva como una chica brillante que sabe exactamente cómo usar su acto de vagabunda", y en una entrevista con Chicago Tribune, el director Roger Kumble, describiendo su trabajo en la película, dijo: "Sin duda alguna, es la actriz más profesional con la que he trabajado". Gellar y su coprotagonista Selma Blair obtuvieron el premio "Mejor beso" en los MTV Movie & TV Awards 2000. Alrededor de ese tiempo, fue estrella invitada en tres episodios de Angel y apareció como Debbie en el episodio "Escape from New York" de la serie de HBO, Sex and the City.

### 2000s
Gellar interpretó a la hija de un mafioso en el drama independiente Harvard Man de James Toback, que se estrenó en el Festival de Cine de Cannes de 2001. Si bien la película tuvo un estreno limitado en los cines, la actuación de Gellar en ella, junto con Cruel Intentions, la ayudó a deshacerse de su imagen de buena chica. Gellar interpretó a Daphne Blake en la comedia de acción en vivo, Scooby-Doo, dirigida por Raja Gosnell y junto a Freddie Prinze, Jr., Linda Cardellini y Matthew Lillard. Scooby-Doo ganó más de 275 millones de dólares, y se convirtió en la película más vista de Gellar hasta la fecha. Ganó el premio Teen Choice Award en la categoría de Mejor Actriz de Cine-Comedia por su papel en la película. Junto a Jack Black, fue anfitriona de los MTV Movie Awards 2002, que atrajeron a 7.1 millones de espectadores en su transmisión del 6 de junio, logrando la calificación más alta del programa en ese momento.

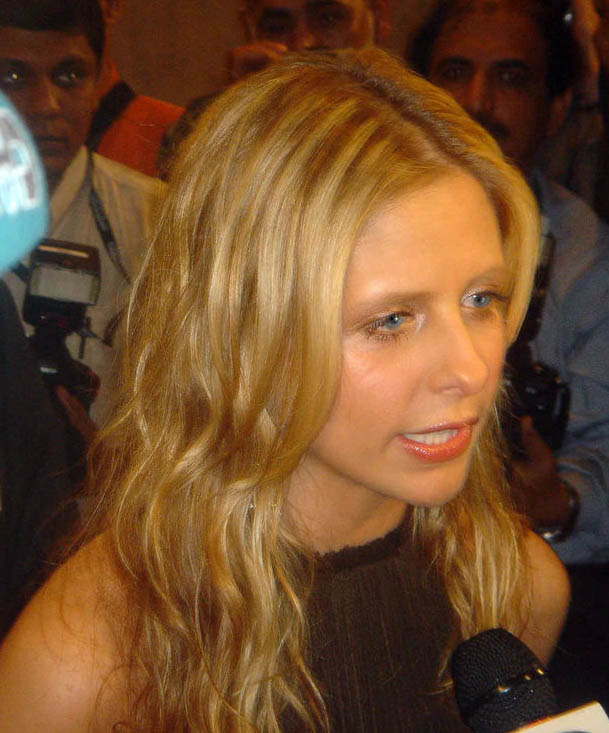
Gellar en el Festival de Cine Internacional de Dubái en 2004.

Durante su creciente carrera cinematográfica, Gellar continuó trabajando en la serie de televisión Buffy the Vampire Slayer, pero dejó el programa después de la séptima temporada. Cuando se le preguntó por qué, explicó: "No se trata de irse por una carrera en el cine o en el teatro, es más una decisión personal. Necesito un descanso". En su artículo en la revista Esquire, Gellar expresó su orgullo por su trabajo en Buffy, "Realmente creo que es uno de los mejores programas de todos los tiempos y pasará a la historia así. Y no siento que sea un declaración arrogante. Cambiamos la forma en que la gente ve la televisión".
Después del final de Buffy the Vampire Slayer, Gellar prestó su voz para el personaje de Gina Vendetti en el episodio de Los Simpson "The Wandering Juvie", que se emitió en marzo de 2004. Su siguiente película fue Scooby-Doo 2: Monsters Unleashed (2004), repitiendo el papel de Daphne. Si bien IGN consideró que tanto Gellar como Prinze "exhiben notables mejoras con respecto a su trabajo en [Scooby-Doo de 2002]", la película fue un éxito comercial, recaudando 181,4 millones de dólares en todo el mundo. En la adaptación de terror The Grudge (también 2004), Gellar interpretó a Karen Davis, una estudiante de intercambio que vive y trabaja en Tokio y que se ve expuesta a una misteriosa maldición sobrenatural. El crítico Rob Blackwelder escribió que ella "jugó bien su papel, y su miedo y desorientación se ven tremendamente reforzados por la decisión de mantener el escenario [original] en esta nueva versión". La película fue un gran éxito de taquilla, recaudando más de 110 millones de dólares en los Estados Unidos y 187 millones de dólares en todo el mundo. Recibió una nominación al premio MTV Movie Award por Mejor Actuación Asustada, así como una nominación al premio Teen Choice Award a la Mejor Actriz de Cine - Thriller por su papel. Desde 2005, ha prestado su voz a varios personajes en 13 episodios de la serie de televisión animada Robot Chicken, a partir de 2018.

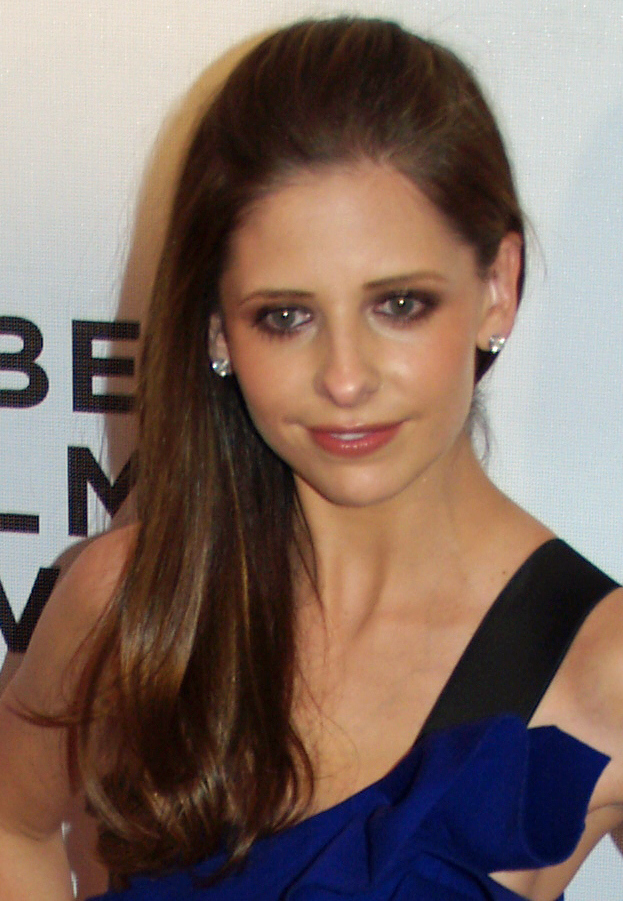
Sarah Michelle Gellar en 2007.

Actuó junto a Dwayne Johnson, Seann William Scott y Justin Timberlake en Southland Tales (2006) de Richard Kelly, como una estrella de cine para adultos que trabaja en la creación de un reality show de televisión. Gellar se había reunido con Kelly y se sintió atraída por las ideas originales de la película, aceptando el papel incluso antes de leer el guion. La película encontró una audiencia limitada en los cines, pero J. Hoberman para The Village Voice comentó que el director "ideó dos actuaciones cómicas memorables" de Gellar y Johnson. En 2006, Gellar también repitió brevemente su papel de Karen en la secuela criticada por la crítica The Grudge 2, y protagonizó el thriller psicológico The Return, como una empresaria atormentada por los recuerdos de su infancia y lo misterioso muerte de una mujer joven. La película fue un fracaso comercial y crítico, recaudando solo 11 millones de dólares. The New York Times lo llamó un "estancamiento de la carrera".
En 2007 prestó su voz a Ella en la película animada Happily N'Ever After, mal recibida, y también a April O'Neil en TMNT, que ganó 95 millones de dólares. Protagonizó la comedia romántica Suburban Girl y el drama The Air I Breathe, las cuales se proyectaron en el Festival de cine de Tribeca de 2007. En Suburban Girl, junto a Alec Baldwin, asumió el papel de una editora de la ciudad de Nueva York y el interés amoroso de un hombre influyente mucho mayor (Baldwin). La película fue lanzada en DVD en enero de 2008. En la igualmente poco vista película The Air I Breathe, Gellar apareció con Forest Whitaker, Brendan Fraser y Kevin Bacon, interpretando a una cantante pop emergente. The New York Times lo llamó una "película de gánsteres con delirios de grandeza", mientras que DVD Talk señaló que "su personaje aquí tiene el arco emocional más profundo y toca todas las notas correctas".
En 2007, Gellar protagonizó el thriller psicológico Possession como una abogada cuya vida se ve sumida en el caos después de que un accidente automovilístico lleve a su esposo (Michael Landes) y a su cuñado (Lee Pace) al coma. Debido a problemas financieros en Yari Film Group, la película se convirtió en DVD en marzo de 2010. En la adaptación cinematográfica Veronika Decides to Die, Gellar interpretó a una joven deprimida que redescubre la alegría de la vida cuando descubre que solo le quedan días de vida después de un intento de suicidio. Al igual que Possession, la película no logró un estreno adecuado en los cines de América del Norte y se estrenó para VOD en 2015. Frank Scheck de The Hollywood Reporter encontró que la actriz era "razonablemente convincente" en lo que él llamó un "error de encendido pesado y tonto".

### 2010s

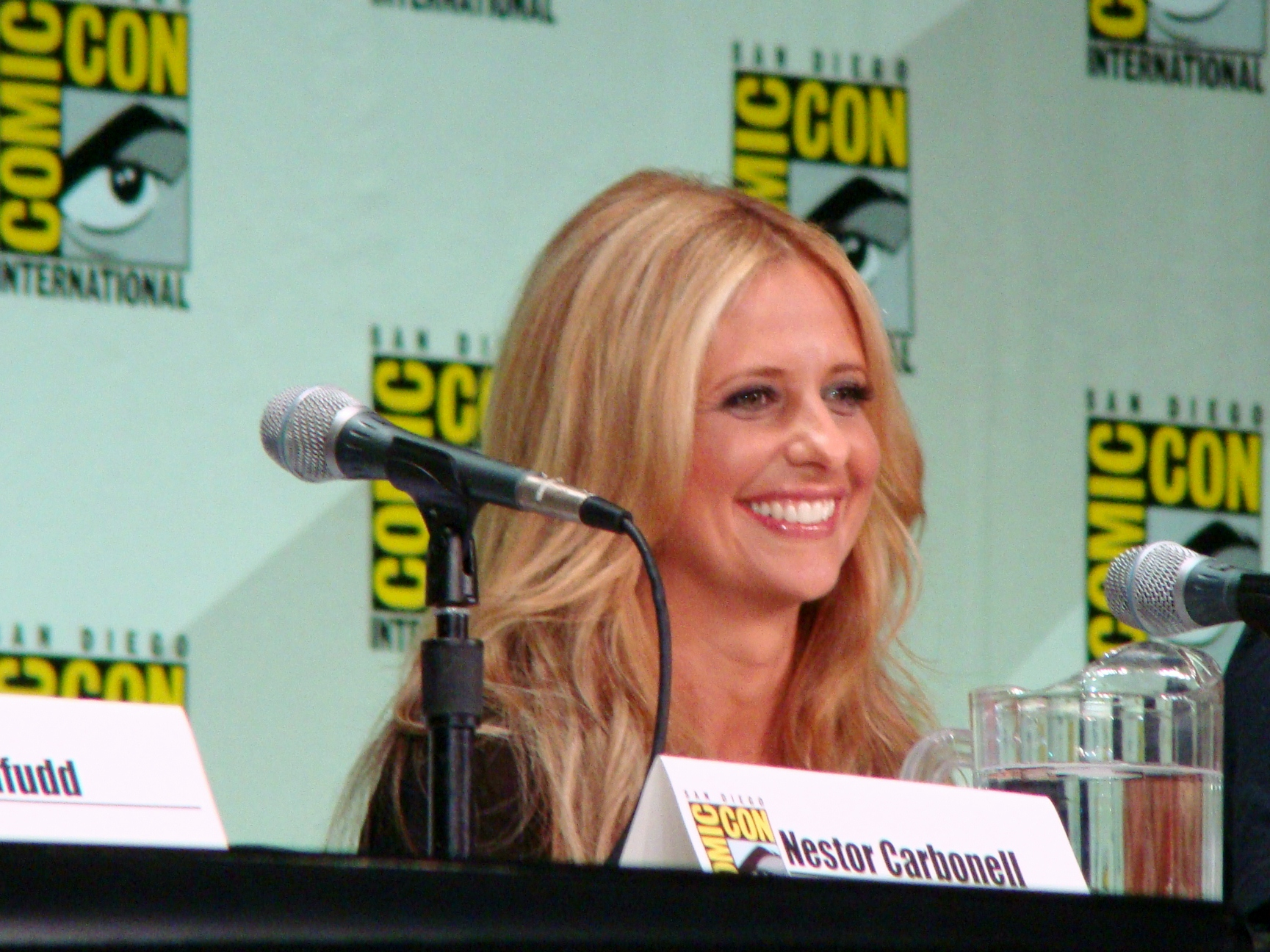
Sarah Michelle Gellar en el Comic-Con de San Diego en 2011.

Gellar tomó una pausa de dos años de la actuación luego del nacimiento de su hija en 2009, y en 2011, firmó para protagonizar y trabajar como productora ejecutiva de un nuevo drama titulado Ringer, en el que interpretó el doble papel de hermanas gemelas, una de quien está huyendo y logra esconderse asumiendo la vida adinerada del otro. Gellar ha manifestado que parte de su decisión de volver a una serie de televisión se debió a que le permitía trabajar y criar a su hijo. La serie recibió críticas positivas de los críticos; E! Online la encontró "asombrosa" y "fantástica", mientras que TV Line sintió que "hace un buen trabajo" como ambos personajes. Ringer pasó a tener una gran base de fanes, pero fue cancelado después de la primera temporada. Por su interpretación, recibió varias nominaciones a premios, incluida una para el Teen Choice Award, for Choice Television Actress - Drama.
En septiembre de 2011 regresó como estrella invitada en la telenovela de ABC, All My Children antes del final del programa, pero no como Kendall Hart; interpretó a una paciente del Pine Valley Hospital que le dice a María Santos que es "la hija de Erica Kane", y afirma que vio vampiros antes de que se pusieran de moda, una referencia a Buffy the Vampire Slayer. Expresó un personaje en American Dad! episodio "Virtual In-Stanity", y nuevamente para el episodio del 6 de diciembre de 2012 ("Adventures in Hayleysitting"). El 30 de septiembre de 2012, repitió su papel de Gina Vendetti en el episodio de estreno de la temporada 24 de Los Simpson.
Fan de Robin Williams durante años, una vez que Gellar se enteró de que estaba haciendo la serie de televisión de una sola cámara The Crazy Ones, se puso en contacto con su amiga Sarah de Sa Rego, la esposa del mejor amigo de Williams, Bobcat Goldthwait, para presionar por un papel coprotagonista. Obtuvo el papel de director de publicidad que dirige una agencia con su padre. Digital Spy sintió que Williams "comparte una química cálida y genuina con su descendiente en pantalla, Gellar", como parte de una respuesta crítica mixta. La serie fue cancelada después de una temporada, pero le valió a Gellar el premio Premios People's Choice a la Actriz Favorita en una Nueva Serie de Televisión.
En marzo de 2015, Gellar actuó como estrella invitada como Cenicienta en el corto del video oficial del canal de YouTube de Whitney Avalon, Princess Rap Battle, y se unió al elenco de Star Wars Rebels para la segunda temporada, interpretando a un personaje recurrente conocido como la Séptima Hermana. A principios de 2016, Gellar filmó para NBC una presentación piloto para una posible serie de televisión basada en la película clásica de culto Cruel Intentions, repitiendo su papel de Kathryn Merteuil. Al final, el piloto no se incorporó a la serie.
El 16 de mayo de 2019, Gellar apareció en el final de la serie de The Big Bang Theory.

### 2020s
En febrero de 2020 se unió al elenco principal de voces de Netflix en Masters of the Universe: Revelation de Kevin Smith en el papel de Teela.
En el 2023 vuelve a la televisión en la nueva serie de Paramount+, Wolfpack, una secuela- spinoff del universo de Teen Wolf, en la se encargará de entrenar y cuidar una manada de jóvenes hombres lobos en California.

### Próximos proyectos
El 10 de enero de 2019 se anunció que Gellar aparecería en la serie limitada, Sometimes I Lie, basada en el libro más vendido del mismo nombre. La serie estaba siendo producida por Gellar, así como por Ellen DeGeneres, en asociación con Warner Bros. Television. El 22 de agosto de 2019 se informó que Gellar estaba adscrito para producir y aparecer en un piloto de Fox titulado Other People's Houses.
El 31 de marzo de 2021 se anunció que Gellar había sido elegido para el piloto de comedia Hot Pink de Amazon Studios.
El 27 de junio de 2024 se anunció que Gellar se había unido a la serie Dexter: Original sin. 
En febrero de 2025, se anunció que Gellar volvería a interpretar su personaje de Buffy en un reboot de la mítica serie.
En abril de 2025, Deadline confirmó que Gellar se había unido a la película Ready Or Not: Here I Come, segunda parte de la película de terror Noche De Bodas (2019).

## Imagen pública

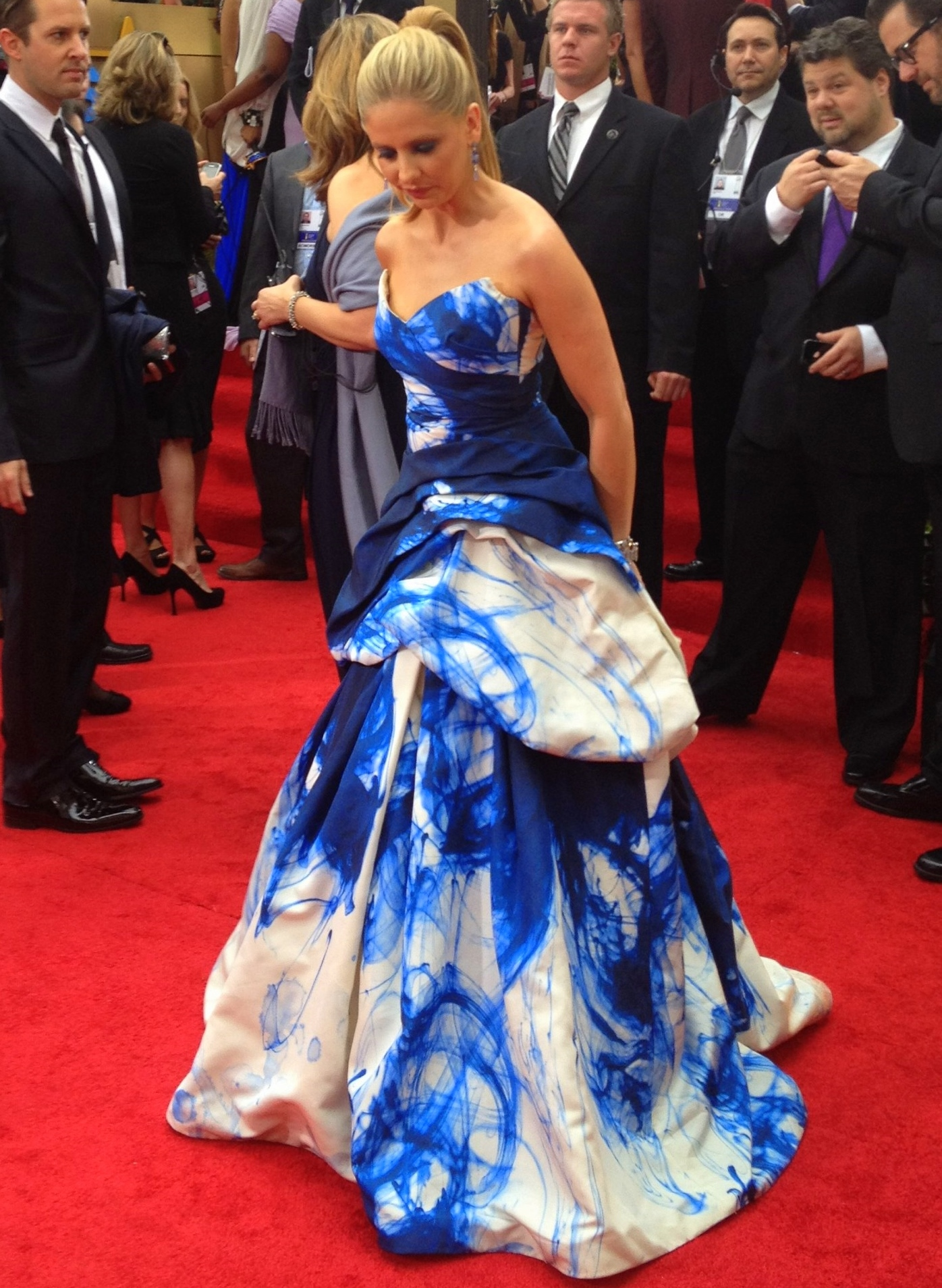
Sarah Michelle Gellar en la gala anual n.º 69 de los Globos de Oro en 2012.

Gellar ha aparecido en las portadas y sesiones de fotos de numerosas revistas durante su carrera. En febrero de 1998 apareció en Seventeen, y en los años siguientes la lista ha crecido hasta incluir Nylon, Marie Claire, Vogue, Glamour, Esquire, Allure, Cosmopolitan, FHM, Rolling Stone y Elle, entre otros. En 1999 firmó para ser el rostro de Maybelline, convirtiéndose en la primera portavoz famosa de la compañía desde Lynda Carter a fines de la década de 1970. Fue honrada con un premio Mujer del año por la revista Glamour en octubre de 2002, y en el mismo año, su figura de cera por Madame Tussauds, fue presentada como parte de la exposición "Trail of Vampires".
Con su trabajo en Buffy y películas convencionales como Cruel Intentions, Gellar se convirtió en un nombre familiar y un símbolo sexual en todo el mundo, estatus que consolidó con ser una característica varias veces en la lista anual Maxim "Hot 100" entre 2002 y 2008. Con un sostén de encaje negro, apareció en la portada de la edición de diciembre de 2007 de Maxim y la revista la nombró Mujer del año 2009. Fue votada como la número 1 en la edición de FHM de "100 mujeres más sexys" de 1999, y apareció en su lista de 2005. También había estado en las ediciones alemana, holandesa, sudafricana, danesa y rumana de la revista de la lista de las 100 mujeres más sexys cada año desde 1998 en adelante. Topsocialite.com la incluyó como la octava mujer más sexy de los años 90 junto con Alicia Silverstone, Gillian Anderson y Shannen Doherty.
Apareció en las 10 mejores búsquedas de mujeres de Google de 2002 y 2003, ocupando el puesto 8, y fue incluida en los 100 símbolos sexuales más grandes del Channel 4 del Reino Unido en 2007, ocupando el puesto 16. Otras apariciones y listados incluyen: Entertainment Weekly la clasificó en sus 100 mejores íconos de televisión en 2007, y la colocó en el puesto número 3 en sus 12 artistas principales del año en 1998, y Glamour la clasificó entre las 50 mujeres mejor vestidas del mundo 2004 y 2005 en los puestos 17 y 24, respectivamente. BuddyTV también la clasificó en el puesto 27 en la lista de las 100 mujeres más sexys de 2011 de la televisión.
Gellar ha aparecido en anuncios de "Got Milk?", así como en el vídeo musical de Stone Temple Pilots, "Sour Girl" y "Comin 'Up From Behind" de Marcy Playground. Apareció en la portada de Gotham y su historia principal en la edición de marzo de 2008, en la que habló sobre cómo ha evolucionado su estilo desde que cumplió los 30. Gellar dijo: "Suena a cliché, pero cuando las mujeres cumplen 30, se encuentran a sí mismas. Te sientes más cómoda en tu propia piel. Anoche en Letterman usé este vestido ceñido de Herve Leger. ¿Hace dos años, hace tres años? Nunca lo hubiera usado".

### Ingresos y estado
Es considerada una de las actrices más versátiles y exitosas de Hollywood debido a su implacable profesionalidad y su habilidad de interpretar distintos y variados personajes. Ha colaborado con reconocidos actores como: Brendan Fraser, Reese Witherspoon, Dwayne Johnson, Alicia Silverstone, Selma Blair, Alec Baldwin, Jennifer Love Hewitt, Ryan Phillippe, Robin Williams, entre otros. Se informó en septiembre de 2008 de que las películas de Gellar han recaudado más de 627.3 millones de dólares.

## Otros proyectos

### Actividades caritativas
Gellar es un defensor activo de varias organizaciones benéficas, incluida la investigación del cáncer de mama, Proyecto Angel Food, Hábitat para la Humanidad y CARE, una organización humanitaria líder en la lucha contra la pobreza mundial, que dice llegar a "hacer algo físicamente". De sus actividades caritativas, dice: "Empecé porque mi madre me enseñó hace mucho tiempo que incluso cuando no tienes nada, hay formas de retribuir. Y lo que obtienes a cambio es diez veces mayor. Pero siempre fue difícil porque no pude hacer mucho más que simplemente donar dinero cuando estaba en Buffy, porque no había tiempo. Y ahora que tengo tiempo, es increíble".
En 1999, fue a la República Dominicana para ayudar en el proyecto de Hábitat para la Humanidad de construir viviendas para los residentes; Gellar recordó en una entrevista que había trabajado mucho con la causa, explicando: "De hecho, puedes hacer algo físicamente, a dónde puedes ir y construir estas casas. Me gusta trabajar con cosas en las que puedes afectar directamente a alguien en particular". Con Proyecto Angel Food, entregó comidas saludables a personas infectadas con SIDA y, a través de la Fundación Make-A-Wish, concedió los deseos de los niños enfermos de conocerla mientras trabajaba en Buffy. En 2007, Gellar apareció en la campaña "Skin Is Amazing" de Vaseline, con otros actores como Hilary Duff, Amanda Bynes y John Leguizamo. Aceptó subastar fotos de ella misma desnuda en eBay, para recaudar fondos para la Coalición de Enfermedades de la Piel, una organización que apoya la investigación clínica, fomenta la educación de médicos y pacientes.
En mayo de 2011, Gellar se unió al "The Nestlé Share the Joy of Reading Program", que promueve la lectura entre los niños pequeños para animarlos a leer durante las vacaciones de verano. Al año siguiente, recibió el Tom Mankiewicz Leadership Award durante el Beastly Ball en el zoológico de Los Ángeles. El honor reconoce a los miembros de la comunidad del entretenimiento que se han destacado en el establecimiento de programas significativos y duraderos que contribuyen al bienestar del entorno natural y cívico del mundo. En 2014 y 2015, Gellar organizó dos eventos para recaudar fondos para Mattel Children's Hospital UCLA.

### Foodstirs
En octubre de 2015, Gellar, junto con los empresarios Galit Laibow y Greg Fleishman, cofundó Foodstirs, una marca de creación de alimentos de inicio que se vende a través del comercio electrónico y la venta minorista, fáciles de preparar para familias y mezclas para hornear orgánicas. A principios de 2017, los productos de la marca estaban disponibles en unas 400 tiendas; a finales de año, un gran interés por parte de los minoristas aumentó su distribución a 8.000 tiendas. En 2018, Foodstirs llegó a un acuerdo con Starbucks para llevar sus mezclas para pasteles en 8.000 tiendas.

### Libro de cocina
Lanzó un libro de cocina titulado "Stirring up Fun with Food" el 18 de abril de 2017. Gia Russo fue coautora del libro y presentó numerosas ideas para elaborar alimentos.

## Vida privada

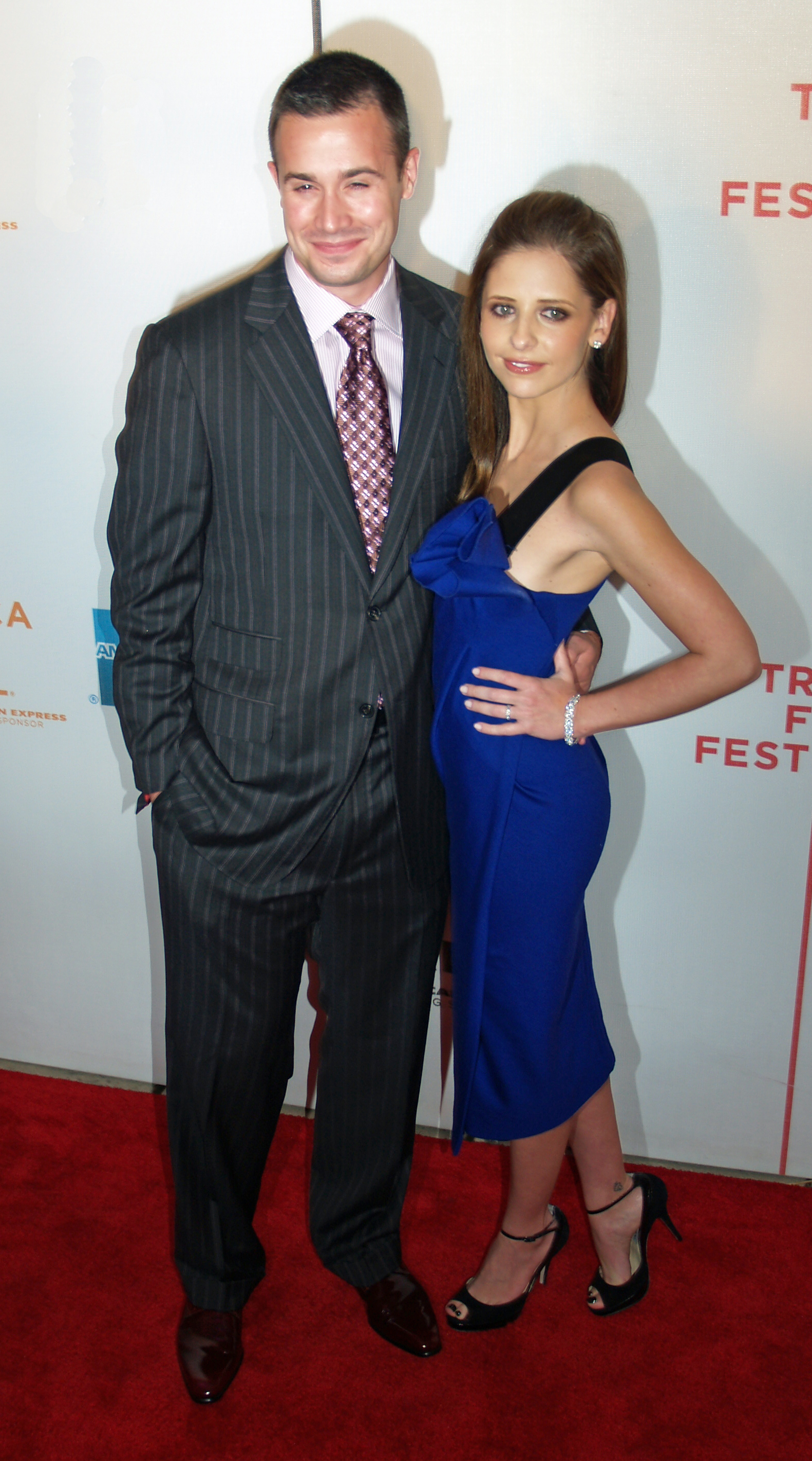
Gellar y su esposo en el Festival de Cine de Tribeca, mayo de 2007.

Conoció a su futuro esposo, Freddie Prinze, Jr., mientras filmaban la película de terror adolescente de 1997 I Know What You Did Last Summer, pero los dos no comenzaron a salir hasta 2000; en la entrega de premios de la MTV, en la que asistieron como pareja. Se comprometieron en abril de 2001 mientras rodaban juntos Scooby Doo, y se casaron en México el 1 de septiembre de 2002, en una ceremonia oficiada por Adam Shankman, director y coreógrafo con el que Gellar había trabajado en Buffy the Vampire Slayer.
Prinze y Gellar han trabajado juntos varias veces; interpretaron los respectivos intereses amorosos como Fred y Daphne en la película de 2002 Scooby-Doo y su secuela, Scooby-Doo 2: Monsters Unleashed, y ambos proporcionaron sus voces para la película animada Happily N'Ever After (2007) y la película serie animada de ciencia ficción Star Wars Rebels. En 2007, en honor a su quinto año de matrimonio, Gellar cambió legalmente su nombre a Sarah Michelle Prinze.
Tienen dos hijos juntos: una hija nacida en 2009, llamada Charlotte Grace Prinze; y un hijo nacido en 2012, llamado Rocky James. La familia vive en Los Ángeles, California.
El 10 de febrero de 2021 expresó su apoyo a su coprotagonista de Buffy the Vampire Slayer, Charisma Carpenter, después de que esta acusara de abuso al creador de la serie, Joss Whedon. Gellar declaró: "Aunque estoy orgullosa de que mi nombre esté asociado con Buffy Summers, no quiero que me asocien para siempre con el de Joss Whedon".
Es amiga de otras actrices conocidas como Michelle Trachtenberg, Shannen Doherty, Lindsay Sloane, Kristin Chenoweth y Selma Blair. 
Gellar ha dicho en entrevistas que cree en Dios, pero que no pertenece a una religión organizada. También ha contado en alguna ocasión que colecciona ediciones raras de clásicos de literatura infantil. Tiene cinco tatuajes: un símbolo de integridad en su parte inferior de la espalda, un corazón, una daga y un florecimiento de los cerezos en el tobillo, dos libélulas en la espalda y las iniciales de sus dos hijos en el brazo.

## Filmografía

### Películas
| Año  | Título                                           | Personaje             | Notas                |
| ---- | ------------------------------------------------ | --------------------- | -------------------- |
| 1983 | An Invasion of Privacy                           | Jennifer Bianchi      | Personaje secundario |
| 1984 | Over the Brooklyn Bridge                         | Hija de Phil          | Escenas eliminadas   |
| 1988 | Aventuras y desventuras de un yuppie en el campo | Elizabeth (joven)     | Escenas eliminadas   |
| 1989 | High Stakes                                      | Karen Rose            | Protagonista         |
| 1997 | Beverly Hills Family Robinson                    | Jane Robinson         | Protagonista         |
| 1997 | Sé lo que hicisteis el último verano             | Helen Shivers         | Protagonista         |
| 1997 | Scream 2                                         | Casey "Cici" Cooper   | Personaje secundario |
| 1998 | Pequeños guerreros                               | Gwendy Doll (Voz)     | Personaje secundario |
| 1999 | Crueles intenciones                              | Kathryn Merteuil      | Antagonista          |
| 1999 | Alguien como tú                                  | Chica en la Cafetería | Cameo                |
| 1999 | Simply Irresistible                              | Amanda Shelton        | Protagonista         |
| 2001 | Harvard man: Juego peligroso                     | Cindy Bandolini       | Protagonista         |
| 2002 | Scooby-Doo                                       | Daphne Blake          | Protagonista         |
| 2004 | Scooby-Doo 2: Monstruos sueltos                  | Daphne Blake          | Protagonista         |
| 2004 | La maldición                                     | Karen Davis           | Protagonista         |
| 2006 | La maldición 2                                   | Karen Davis           | Cameo                |
| 2006 | El regreso                                       | Joanna Mills          | Protagonista         |
| 2006 | Southland Tales                                  | Krysta Now            | Papel Principal      |
| 2007 | Cuatro vidas                                     | Sorrow                | Protagonista         |
| 2007 | Érase una vez... un cuento al revés              | Ceni (voz)            | Protagonista         |
| 2007 | Suburban Girl                                    | Brett Eisenberg       | Protagonista         |
| 2007 | TMNT                                             | April O'Neil (voz)    | Protagonista         |
| 2009 | Possession                                       | Jessica               | Protagonista         |
| 2009 | Veronika decide morir                            | Veronika              | Protagonista         |
| 2013 | Los Ilusionautas                                 | Nicole (voz)          | Papel secundario     |
| 2022 | Clerks III                                       | Audicionista          | Cameo                |
| 2022 | Revancha ya                                      | La Directora          | Papel secundario     |
| 2025 | I Know What You Did Last Summer                  | Helen Shivers         | Cameo                |
| 2026 | Ready or Not: Here I Come                        |                       |                      |

### Series de televisión
| Año             | Título                                          | Personaje               | Notas                                                           |
| --------------- | ----------------------------------------------- | ----------------------- | --------------------------------------------------------------- |
| 1983            | An Invasion of Privacy                          | Jennifer Bianchi        | Película de televisión                                          |
| 1988            | Crossbow                                        | Sara Guidotti           | Episodio: "Actors"                                              |
| 1988            | Spenser, detective privado                      | Emily                   | Episodio: "Company Man"                                         |
| 1989            | Girl Talk                                       | Ella misma / Anfitriona | Episodio: "Pilot"                                               |
| 1991            | A Woman Named Jackie                            | Jacqueline Bouvier      | Miniserie                                                       |
| 1992            | Swans Crossing                                  | Sydney Orion Rutledge   | Rol principal                                                   |
| 1993–1995; 2011 | All My Children                                 | Kendall Hart            | Rol principal                                                   |
| 1997            | Beverly Hills Family Robinson                   | Jane Robinson           | Película de televisión                                          |
| 1997–2003       | Buffy the Vampire Slayer                        | Buffy Summers           | Rol principal                                                   |
| 1998–2002       | Saturday Night Live                             | Ella misma / anfitriona | 5 episodios                                                     |
| 1998            | King of the Hill                                | Marie (voz)             | Episodio: "And They Call It Bobby Love"                         |
| 1999–2000       | Ángel                                           | Buffy Summers           | Episodios: "City Of", "I Will Remember You" & "Sanctuary"       |
| 2000            | Sex and the City                                | Debbie                  | Episodio: "Escape from New York"                                |
| 2001            | Grosse Pointe                                   | Ella misma (cameo)      | Episodio: "Passion Fish"                                        |
| 2004; 2012      | Los Simpson                                     | Gina Vendetti (voz)     | Episodios: "The Wandering Juvie" & "Moonshine River"            |
| 2005–2018       | Robot Chicken                                   | Varios personajes       | Aparición recurrente                                            |
| 2010            | The Wonderful Maladys                           | Alice Malady            | Piloto no emitido; también productora ejecutiva                 |
| 2011–2012       | American Dad                                    | Phyllis / Jenny (voz)   | Episodios: "Virtual In-Stanity" & "Adventures in Hayleysitting" |
| 2011–2012       | Ringer                                          | Bridget / Siobhan       | Rol principal; también productora ejecutiva                     |
| 2011            | The Wonderful Maladys                           | Actriz en un show (voz) | Episodio: "There's Too Much Sex on TV"                          |
| 2013–2014       | The Crazy Ones                                  | Sydney Roberts          | Rol principal                                                   |
| 2015–2016       | Star Wars Rebels                                | Séptima hermana (voz)   | 5 episodios                                                     |
| 2016            | Cruel Intentions                                | Kathryn Merteuil        | Protagonista / Productora ejecutiva (episodio piloto)           |
| 2016            | Those Who Can't                                 | Gwen Stephanie          | Episodio: "The Fairbell Tape"                                   |
| 2019            | The Big Bang Theory                             | Ella misma (Cameo)      | Episodio: "The Stockholm Syndrome"                              |
| 2021            | Amos del Universo: Revelación                   | Teela (voz)             | Protagonista                                                    |
| 2023            | Wolf Pack                                       | Kristin Ramsey          | Protagonista / Productora ejecutiva                             |
| 2024            | Dexter: Original Sin                            | Tanya Martin            | Estrella invitada especial                                      |
| 2026            | Untiled Buffy the Vampire Slayer Reboot Proyect | Buffy Summers           |                                                                 |

### Otras apariciones
| Año  | Título                  | Personaje             | Notas                                           |
| ---- | ----------------------- | --------------------- | ----------------------------------------------- |
| 2000 | Sour Girl               | Protagonista femenina | Videoclip de la banda Stone Temple Pilots       |
| 2011 | Call of Duty Black Ops" | Ella misma            | 'Call of the Dead' Escalation pack (videojuego) |
| 2015 | Princess Rap Battle     | Cenicienta            | Serie en Internet de YouTube; 1 episodio        |
| 2019 | Killer Skin             | Georgia Cunningham    | El primer comercial de Olay en el Super Bowl    |

## Premios y nominaciones
Ha sido nominada a numerosos premios a lo largo de su carrera. Sus dos primeras nominaciones fueron los Premios Young Artist por participar en Swans Crossing. En 1994 y 1995, volvió a ser nominada a los Premios Young Artist y por su participación en All My Children, serie que le valió su primer galardón, un Daytime Emmy en 1995, premio por el que compitió por primera vez en 1994. La cinta I Know What You Did Last Summer le dio un Blockbuster Entertainment Awards, y su primera nominación en los MTV Movie & TV Awards. La serie Buffy the Vampire Slayer le dio un premio Saturn junto a seis nominaciones posteriores en la categoría de Mejor Actriz en Televisión; cuatro nominaciones a los Kids' Choice Awards y un galardón en 2002; cinco veces ganadora de los Teen Choice Awards con una nominación en 2001; dos premios SFX Awards, un premio Young Hollywood Awards y nominaciones a los Young Artist Awards, Premios Globo de Oro, TCA Awards y Premios Satellite. Cruel Intentions le dio un Teen Choice Awards a la mejor villana y dos MTV Movie Awards juntos a una nominación. Scooby-Doo un premio Teen Choice Awards junto a una nominación compartida con Freddie Prinze Jr.. The Grudge le dio una nominación a los MTV Movie Awards y Teen Choice Awards. Ringer le dio nominaciones a los Virgin Media TV Award (UK) y Teen Choice Awards. Su último premio fue obtenido en 2014; este fue un People's Choice a la categoría de actriz favorita de una nueva serie de televisión por The Crazy Ones.